# Christine Lahti
Christine Ann Lahti (ur. 4 kwietnia 1950 w Birmingham) – amerykańska aktorka i reżyserka, laureatka Oscara za film krótkometrażowy Lieberman in Love.

## Filmografia
- 2009 Obsesja jako Monica Reese
- 2003 Powstali z popiołów jako Gisella Perl
- 2013 The Blacklist jako Laurel Hitchin